# Crucey-Villages
Crucey-Villages är en kommun i departementet Eure-et-Loir i regionen Centre-Val de Loire strax norr om centrala Frankrike. Kommunen ligger i kantonen Brezolles som tillhör arrondissementet Dreux. År 2022 hade Crucey-Villages 467 invånare.

## Befolkningsutveckling
Antalet invånare i kommunen Crucey-Villages
Referens:INSEE